# شهرستان اشلی (آرکانزاس)
شهرستان اشلی، آرکانزاس (به انگلیسی: Ashley County, Arkansas) شهرستانی در ایالات متحده آمریکا است که در آرکانزاس واقع شده‌است.

## خصوصیات
شهرستان اشلی ۲٬۴۳۷٫۱۹ کیلومترمربع مساحت دارد.